# 普拉哈季采

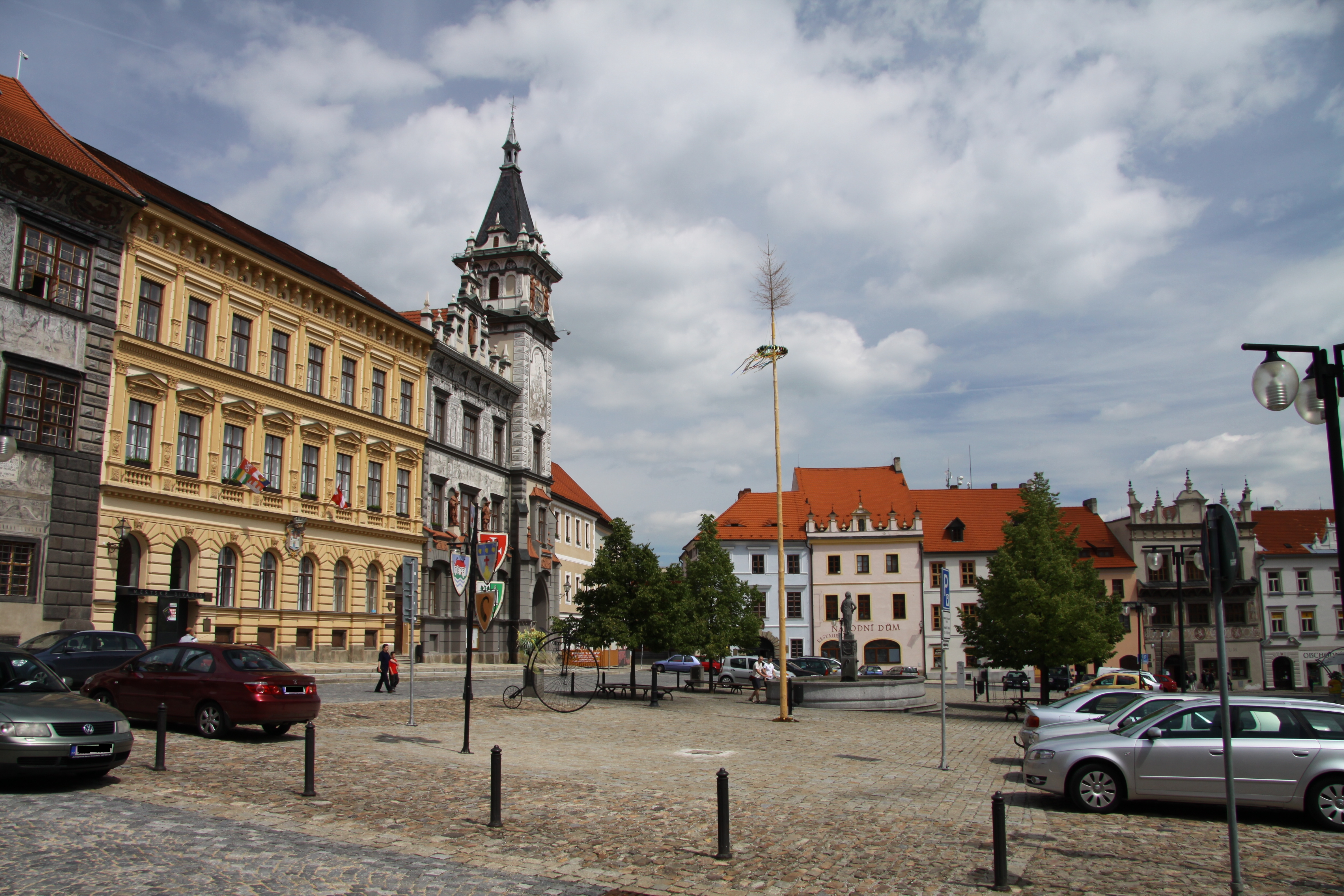

普拉哈季采是捷克的城鎮，位於該國西南部，距離捷克布傑約維采35公里，由南波希米亞州負責管轄，始建於十一世紀，面積38.90平方公里，海拔高度561米，2005年人口11,789。

## 外部連結
- Municipal website （捷克文） English version （英文）
- Details of early town history （捷克文）
- Region of Prachatice （页面存档备份，存于） （英文）
- Prachatice （页面存档备份，存于） （英文） - basic facts, history, sights, one-day trips
- Kratochvile Chateau （页面存档备份，存于） （英文） - general info, history, exhibitions, opening hours, prices